# Сейшельська пальма
Сейшельська пальма (Lodoicea maldivica; розмовні назви горіха морський кокос, "коко-де-мер" (coco de mer), подвійний кокос) — рослина родини пальмових (Arecaceae), єдиний представник свого роду. Цей реліктовий вид росте на схилах горбів і в долинах на двох стародавніх гранітних островах — Праслен і Кюр'єз в Сейшельському архіпелазі. Місця зростання сейшельської пальми оголошені природоохоронними територіями. Сейшельська пальма разом з гігантською сейшельською черепахою зображена на гербі Республіки Сейшели.
Назва "морський кокос" пов'язана з тим, що довгий горіхи сейшельської пальми знаходили виключно в морі, і їхня батьківщина залишалася невідомою. При цьому варто зауважити, що триматися на воді "морський кокос" може тільки після проростання, будучи порожнім, і таким чином роль моря в життєдіяльності сейшельської пальми практично відсутня — на відміну від "звичайних кокосів" кокосової пальми, які поширюють її ареал океанічними течіями, зберігаючи життєздатність у морській воді.

## Історія відкриття
Моряки XVI століття, перебуваючи в далеких плаваннях, іноді виловлювали у водах океану або знаходили на березі величезні, незвичайні за формою горіхи діаметром до півметра і масою 10 — 15 кілограмів. Горіх являв собою дві зрослі округло-опуклі лопаті, розділені глибокою борозною.
Легенди розповідали, що ці горіхи ростуть у підводних садах біля острова Ява, але раптово зникають, як тільки хтось намагається їх дістати. Коли ж вони піднімаються над водою, на них оселяються величезні орли, які пожирають тих людей, які намагаються наблизитися. Трохи пізніше батьківщиною горіхів почали вважати Мальдівські острови, розташовані за 500 миль на південь від Шрі-Ланки, й назвали їх «мальдівські горіхи» (хоча можливо це пов'язано просто з тим, що саме до Мальдів найчастіше відносило морські кокоси панівними у цій частині світу морськими течіями, й тому там їх знаходили найчастіше), що й закріпилося в латинській назві.
Горіхи наділяли надзвичайною чарівною силою і зберігали як талісман. Вважали, що вони зцілюють від усіх хвороб. Наділені приворожуючою дією, вони захищають від ворогів. Рідину, що міститься в горіху, вважали протиотрутою проти будь-яких отрут.
Довгий час люди не знали, на якій рослині ростуть такі горіхи, тому забобонні вважали їх насінням диявола.
Ціна одного такого горіха часом дорівнювала чи не вартості навантаженого корабля, а імператор Рудольф II в кінці XVI століття за кубок зі шкаралупи цього горіха сплатив колосальну як на ті часи суму — 6000 золотом.
Лише в 1742 році після відкриття португальцями на північний схід від Мадагаскару групи Сейшельських островів таємниця горіхів була розкрита. На двох з численних островів, складених гранітними брилами, оточених кораловими рифами, названих Праслен і Курйоз, була виявлена пальма, на якій росли ці горіхи. Їх назвали Сейшельськими, а пальму — сейшельська горіхова пальма.

## Опис
Висока, повільно зростаюча пальма висотою 25 — 34 м. Листя розташоване віялоподібно. Черешок кожного листка довжиною від 2,5 до 6 метрів вінчають віялоподібно розташовані пластинки, створюючи подобу віяла 3 — 5-метрової ширини. Цікава особливість цієї пальми — число її листків ніколи не перевищує тридцяти. Сейшельська пальма — дводомна рослина. Це дерево утворює сережкоподібні чоловічі суцвіття довжиною 1 — 2 м. Дрібні чоловічі квітки в пучках по 20 — 30 занурені в ямки на вісі суцвіття. У квітках близько 30 тичинок, зрощених в одну колонку. Квіти кожної ямки розкриваються не одночасно, тому цвітіння рослини розтягується на 8 — 10 років. У жіночих суцвіттях 5 — 13 великих (до 7 см в діаметрі) квіток з однією маточкою.
Пальма починає плодоносити у віці 100 років, але її граничного віку ніхто не знає. Твердять, що вона доживає до 800 років[джерело?]. У пальми одночасно зав'язується до 30 горіхів. Великий плід, який називають морський кокос (Coco de Mer), масою 13 — 18 кг (іноді до 25 кг) дозріває 7 — 10 років. Це — найбільше насіння на планеті. Горіх за будовою нагадує кокосовий. Його «кісточка» покрита зовні волокнистим шаром до 3 сантиметрів завтовшки. Після дозрівання горіх падає. Його проростання триває від одного до півтора року, а зародок живиться за рахунок поживних речовин ендосперму протягом 4 — 5 років. Це, мабуть, спосіб пристосуватися до проростання в суворих умовах гранітних островів.

## Розмноження

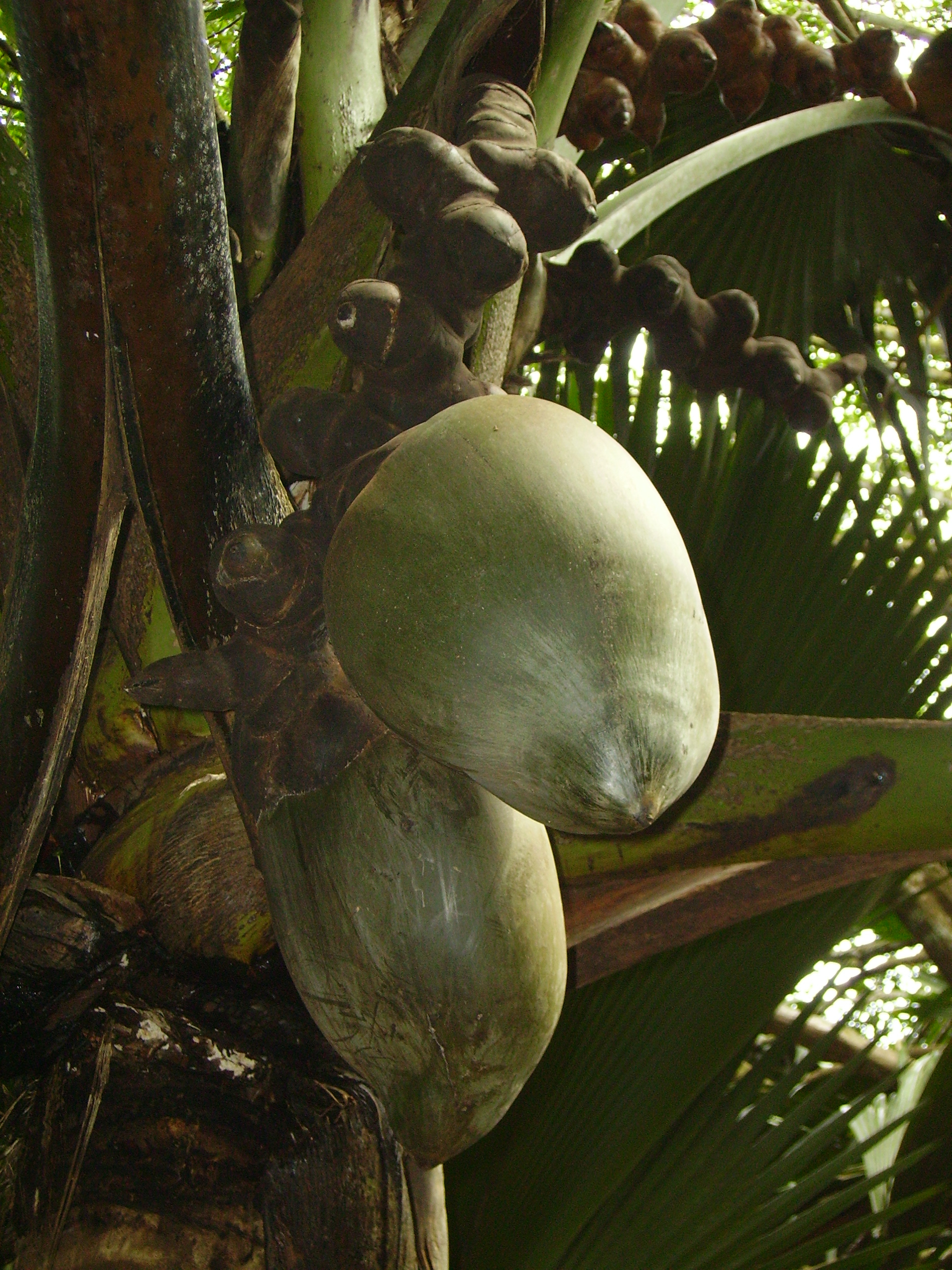

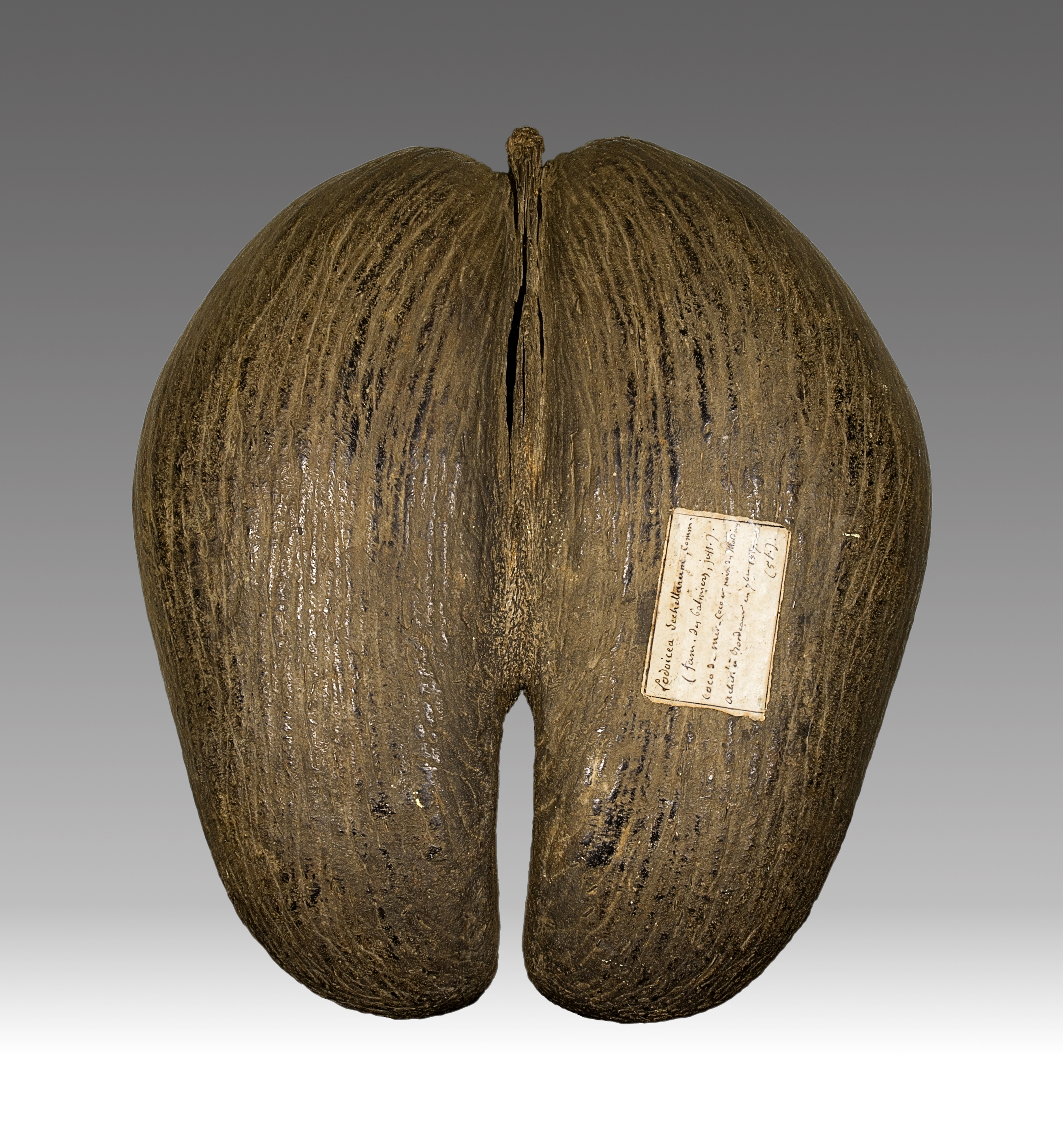

Під час проростання горіх викидає довге підсім'ядольне коліно, що може досягати в довжину до 4 метрів. У такий спосіб рослина може поширюватися по острову.
Цікавою і дивовижною особливістю цієї пальми була надзвичайна вірність тільки своїй батьківщині. Численні спроби різних науковців виростити її в інших місцях увінчалися успіхом лише зовсім недавно в тропічних країнах.
Сейшельську пальму на її батьківщині розмножують у такий спосіб: горіх очищують від шкаралупи, сушать кілька місяців, а потім кладуть на землю в будь-якому вологому місці. Через чотири місяці з насіння з'являється паросток, званий бурильником. Він має довжину до 15 сантиметрів і діаметр до 3 сантиметрів. У його кінчику розташовується зародок, а сам кінчик паростка одягнений у дуже міцну оболонку. Через дев'ять місяців після поглиблення паростка в ґрунт з'являється перший листок з борозенки головної жилки, а ще через дев'ять місяців виростає новий листок. Таким чином, кожний наступний листок з'являється з інтервалом дев'ять місяців і зазвичай буває більший за свого попередника. Особливістю цієї пальми є й те, що вона здатна вистояти проти найсильніших штормів та ураганів.

## Застосування
Пальму широко застосовує місцеве населення. М'якоть плоду — ласощі. З твердої шкірки роблять посуд, кухонне начиння і тому подібне. Листя йде на плетені вироби та на покрівлю для хиж. З біло-рожевого соку молодих горіхів роблять оригінальний і дорогий коктейль.
Волокна з зовнішнього шару кокосів Сейшельської пальми використовують для створення парфумів.
Кокоси Сейшельською пальми збирати без авторизації заборонено, проте шкаралупу від кокоса можна придбати в офіційних магазинах.